# 貝利梅爾灣

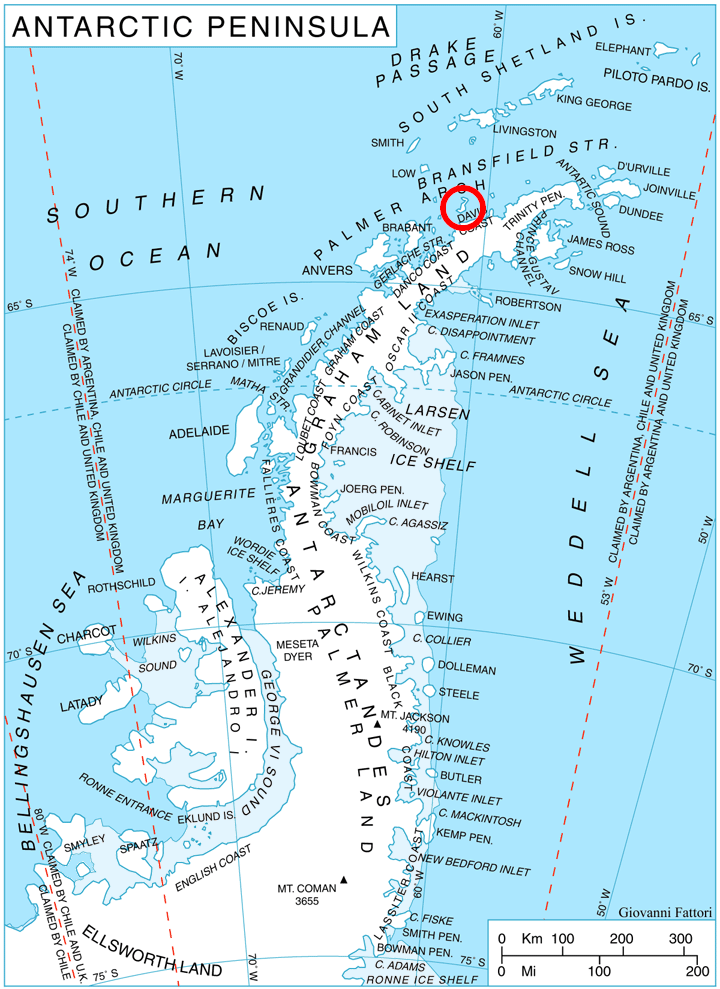

貝利梅爾灣（Belimel Bay），是南極洲的海灣，位於帕默群島的特里尼蒂島西南岸，長3.9公里、寬5.9公里，以保加利亞西北部城鎮命名，現時由南極條約體系管理。
63°52′30″S 60°54′50″W / 63.87500°S 60.91389°W